# Juan Carlos Socorro
Juan Carlos Socorro (Caracas, 13 maggio 1972) è un ex calciatore venezuelano, di ruolo centrocampista.

## Palmarès

### Club

#### Competizioni nazionali
- Segunda División (Spagna): 1

Las Palmas: 1999-2000
- Segunda División B: 1

Universidad LPGC: 2002-2003